# Waynesboro (Virginia)
Waynesboro ist eine Stadt im Bundesstaat Virginia in den USA. Sie hatte 22.196 Einwohner (Stand: 2020) und eine Fläche von 39,8 km².

## Geschichte
Die Stadt wurde von Amischen und Mennoniten gegründet, deren Lebensstil noch immer gegenwärtig ist. In der Nähe von Waynesboro fand am 2. März 1865 eine der letzten Schlachten des Amerikanischen Bürgerkrieges statt.

### Einwohnerentwicklung
| Jahr | Einwohner¹ |
| ---- | ---------- |
| 1980 | 15.329     |
| 1990 | 18.549     |
| 2000 | 19.520     |
| 2010 | 21.006     |
| 2020 | 22.196     |

¹ 1980 – 2020: Volkszählungsergebnisse

## Politik
Die Stadt wird durch ein Council Manager Government verwaltet.
| City Manager                   | City Manager                       | Bürgermeister               | Bürgermeister              | Bürgermeister               | stellv. Bürgermeister       | stellv. Bürgermeister | stellv. Bürgermeister |
| Amtszeit                       | Name                               | Amtszeit                    | Name                       | Partei                      | Amtszeit                    | Name                  | Partei                |
| ------------------------------ | ---------------------------------- | --------------------------- | -------------------------- | --------------------------- | --------------------------- | --------------------- | --------------------- |
| 1995– 2002                     | Schuyler Giles                     | 1. Juli 1996– 30. Juni 2004 | Charles Ricketts III, Esq. |                             | 1998                        | R. Jack Higgs         |                       |
| 1995– 2002                     | Schuyler Giles                     | 1. Juli 1996– 30. Juni 2004 | Charles Ricketts III, Esq. | 1. Juli 2000– 30. Juni 2002 |                             | R. Jack Higgs         |                       |
| 1995– 2002                     | Schuyler Giles                     | 1. Juli 1996– 30. Juni 2004 | Charles Ricketts III, Esq. | 1. Juli 2002– 30. Juni 2004 |                             | R. Jack Higgs         |                       |
| 2002                           | Michael G. Hamp II (kommissarisch) | 1. Juli 1996– 30. Juni 2004 | Charles Ricketts III, Esq. |                             |                             | R. Jack Higgs         |                       |
| 2002– 30. Juni 2008            | Doug Walker                        | 1. Juli 1996– 30. Juni 2004 | Charles Ricketts III, Esq. |                             |                             | R. Jack Higgs         |                       |
| 2002– 30. Juni 2008            | Doug Walker                        | 1. Juli 1996– 30. Juni 2004 | Charles Ricketts III, Esq. |                             |                             | R. Jack Higgs         |                       |
| 2002– 30. Juni 2008            | Doug Walker                        | 1. Juli 2004– 30. Juni 2008 | Thomas W. Reynolds         |                             | 1. Juli 2004– 30. Juni 2006 | Nancy Dowdy           |                       |
| 2002– 30. Juni 2008            | Doug Walker                        | 1. Juli 2004– 30. Juni 2008 | Thomas W. Reynolds         | 1. Juli 2006– 30. Juni 2008 |                             | Nancy Dowdy           |                       |
| 1. Juli 2008– 14. Oktober 2008 | Michael G. Hamp II (kommissarisch) | 1. Juli 2008– 30. Juni 2010 | Timothy Williams           |                             | 1. Juli 2008– 30. Juni 2010 | Frank S. Lucente      |                       |
| 15. Oktober 2008– heute        | Michael G. Hamp II                 | 1. Juli 2008– 30. Juni 2010 | Timothy Williams           |                             | 1. Juli 2008– 30. Juni 2010 | Frank S. Lucente      |                       |
| 15. Oktober 2008– heute        | Michael G. Hamp II                 | 1. Juli 2010– 1. Juli 2012  | Frank S. Lucente           |                             | 1. Juli 2010– 1. Juli 2012  | Bruce E. Allen        | Ind.                  |
| 15. Oktober 2008– heute        | Michael G. Hamp II                 | 2. Juli 2012– 30. Juni 2014 | Bruce E. Allen             | Ind.                        | 2. Juli 2012– 30. Juni 2014 | Timothy Williams      |                       |
| 15. Oktober 2008– heute        | Michael G. Hamp II                 | 1. Juli 2014– 30. Juni 2016 | Bruce E. Allen             | Ind.                        | 1. Juli 2014– 30. Juni 2016 | Timothy Williams      |                       |
| 15. Oktober 2008– heute        | Michael G. Hamp II                 | 1. Juli 2016– 1. Juni 2018  | Bruce E. Allen             | Ind.                        | 1. Juli 2016– 1. Juli 2018  | Terry Short, Jr.      | Ind.                  |
| 15. Oktober 2008– heute        | Michael G. Hamp II                 | 2. Juni 2018– 2020          | Terry Short, Jr.           | Ind.                        | 2. Juli 2018– 2020          | Robert Henderson      | Ind.                  |
| 15. Oktober 2008– heute        | Michael G. Hamp II                 | 2020-heute                  | Robert Henderson           | Ind.                        | 2020–heute                  | Lana Lee Williams     | Ind.                  |

### Partnerschaften
Waynesboro unterhält seit 2008 eine Partnerschaft mit dem Stadtbezirk Wanzhou der Stadt Chongqing, Volksrepublik China.

## Sehenswürdigkeiten
Zu den Sehenswürdigkeiten der Stadt gehört das 1989 eröffnete P. Buckley Moss Museum (Rte. 64, Exit 94), das die Arbeiten der international bekannten Künstlerin zeigt, die oft Amische und Mennoniten darstellte.

## Söhne und Töchter der Stadt
- William Henry Sheppard (1865–1927), einer der ersten afro-amerikanischen Missionare in Afrika
- Mac Wiseman (1925–2019), Bluegrass-Musiker